# 亚伦·孟肯
亚伦·孟肯（1949年7月22日—）是一名美国钢琴家、百老汇及电影配乐作曲家。他至今已獲8項奥斯卡獎，是歷史上獲得最多奧斯卡獎的在世人物。

## 生平
亚伦·孟肯很小的时候就表现出音乐天赋。他在中学时期开始学习钢琴和小提琴。成年后，孟肯进入纽约大学的医学院预科班学习医学，但是他的兴趣一直集中于音乐上。大学毕业后，他加入了BMI萊曼·英格爾音樂劇場工作室，他在那遇见了剧作家兼作词家霍華德·愛許曼。这段经历奠定了他未来舞台乐创作的职业生涯的基础。
当时孟肯的工作以作曲为主。他频繁地在当地的俱乐部演出，同时也积极地投身于舞台乐创作。其间孟肯创作了许多成功的作品，但一直得不到推出。1979年，他与霍华德·爱许曼德首次合作的由WPA剧场出品的《上帝保佑你，罗斯瓦特先生》在外百老汇首场演出后获得了好评。1982年，孟肯与爱许曼的另一部更为成功的外百老汇音乐剧作品《恐怖小店》使孟肯获得了剧评人奖的提名，1986年更搬上大螢幕拍攝電影版本《異形奇花》，成為八十年代歌舞類型文藝復興的探路先鋒。八十年代孟肯的其他几部备受青睐的音乐剧也为他带来了BMI职业成就奖等殊荣。
不过，真正使亚伦·孟肯闻名于世的，是他为华特·迪士尼公司一系列经典动画长片的配乐，包括与爱许曼合作的《小美人鱼》（1989）、《美女与野兽》（1991）和《阿拉丁》（1992），与史蒂芬·施沃茨合作的《风中奇缘》（1995）和《钟楼怪人》（1996），以及《大力士》（1997）、《放牛吃草》（2004）、《曼哈頓奇緣》（2007）、《魔髮奇緣》（2010）等。这些作品为孟肯带来了八项奥斯卡金像奖，使他成为电影配乐产业中获得奥斯卡奖的数量最多的作曲家之一。其中《小美人鱼》、《美女与野兽》、《阿拉丁》和《钟楼怪人》在后来的十几年内又被分别改编为百老汇音乐剧版，也是由孟肯作曲。
亚伦·孟肯的妻子詹妮丝·孟肯（Janis Menken）原是名芭蕾舞演员。他们于1972年结婚，與两个孩子一起生活在纽约。

## 主要作品
- 恐怖小店（英语：Little Shop of Horrors）（1982年外百老汇音乐剧，1986年电影，2003年百老汇再映）
- 小美人鱼（1989年电影，2008年百老汇音乐剧）
- 美女与野兽（1991年电影，1994年百老汇音乐剧，2017年电影真人版）
- 报童传奇（1992年电影）
- 阿拉丁（1992年电影，2003年音乐剧）
- 圣诞颂歌（1995年百老汇音乐剧，2004年电影）
- 风中奇缘（1995年电影）
- 钟楼怪人（1996年电影，1999年上演于德国的音乐剧）
- 大力士（1997年电影）
- 大卫王（1997年百老汇音乐剧）
- 最后的城堡（2001年电影）
- 放牛吃草（2004年电影）
- 长毛狗（2006年电影）
- 音乐剧修女也疯狂（2006年音乐剧）
- 曼哈頓奇緣（2007年电影）
- 魔髮奇緣（2010年电影）
- 腸腸搞轟趴 (2016年電影)

## 获奖纪录

### 奥斯卡奖提名及获奖
- 1986年：
  - 提名，最佳歌曲奖（和霍华德·爱许曼） - 《恐怖小店》的《Mean Green Mother from Outer Space》
- 1989年：
  - 获奖，最佳原创音乐奖 - 《小美人鱼》
  - 获奖，最佳歌曲奖（和霍华德·爱许曼） - 《小美人鱼》的《Under the Sea》
  - 提名，最佳歌曲奖（和霍华德·爱许曼） - 《小美人鱼》的《Kiss the Girl》
- 1991年：
  - 获奖，最佳原创音乐奖 - 《美女与野兽》
  - 获奖，最佳歌曲奖（和霍华德·爱许曼） - 《美女与野兽》的《Beauty and the Beast》
  - 提名，最佳歌曲奖（和霍华德·爱许曼） - 《美女与野兽》的《Belle》
  - 提名，最佳歌曲奖（和霍华德·爱许曼） - 《美女与野兽》的《Be Our Guest》
- 1992年：
  - 获奖，最佳原创音乐奖 - 《阿拉丁》
  - 获奖，最佳歌曲奖（和蒂姆·赖斯） - 《阿拉丁》的《A Whole New World》
  - 提名，最佳歌曲奖（和霍华德·爱许曼） - 《阿拉丁》的《Friend Like Me》
- 1995年：
  - 获奖，最佳歌曲奖（和史蒂芬·史华兹） - 《风中奇缘》的《Colors of the Wind》
  - 获奖，最佳音乐剧或喜剧音乐奖（和史蒂芬·史华兹） - 《风中奇缘》
- 1996年：
  - 提名，最佳音乐剧或喜剧音乐奖（和史蒂芬·史华兹） - 《钟楼怪人》
- 1997年：
  - 提名，最佳歌曲奖（和大卫·吉波） - 《大力士》的《Go the Distance》
- 2007年：
  - 提名，最佳歌曲奖（和史蒂芬·史华兹） - 《曼哈頓奇緣》的《Happy Working Song》
  - 提名，最佳歌曲奖（和史蒂芬·史华兹） - 《曼哈頓奇緣》的《So Close》
  - 提名，最佳歌曲奖（和史蒂芬·史华兹） - 《曼哈頓奇緣》的《That's How You Know》
- 2011年：
  - 提名，最佳原創歌曲獎 - 《魔髮奇緣》的《I See the Light》

### 东尼奖及剧评人奖
- 1983年提名剧评人奖之杰出音乐奖 - 《恐怖小店》
- 1994年提名东尼奖之最佳原创音乐奖 - 《美女与野兽》
- 1994年提名剧评人奖之杰出音乐奖 - 《美女与野兽》

## 注解
1. ↑  1991年霍华德·爱许曼逝世，《阿拉丁》部分歌曲的词由蒂姆·賴斯填写。

## 站外链接
- 互聯網百老匯資料庫（IBDB）上亚伦·孟肯的資料（英文）
- 亚伦·孟肯在互联网电影资料库（IMDb）上的資料（英文）
- 亚伦·孟肯在豆瓣上的资料（简体中文）
- 亚伦·孟肯(Alan Menken)
- 迪士尼百科之亚伦·孟肯
- Walt Disney Records: Biography of Alan Menken
- The Whole New World of Alan Menken（非官方）（页面存档备份，存于）